# Lijst van Gymnophthalmidae
Onderstaand een lijst van alle soorten hagedissen die behoren tot de Gymnophthalmidae. Er zijn 242 soorten in 48 geslachten, waarvan er 14 monotypisch zijn. De lijst is gebaseerd op de Reptile Database.
- Soort Acratosaura mentalis
- Soort Acratosaura spinosa
- Soort Adercosaurus vixadnexus
- Soort Alexandresaurus camacan
- Soort Amapasaurus tetradactylus
- Soort Anadia altaserrania
- Soort Anadia antioquensis
- Soort Anadia bitaeniata
- Soort Anadia blakei
- Soort Anadia bogotensis
- Soort Anadia brevifrontalis
- Soort Anadia bumanguesa
- Soort Anadia escalerae
- Soort Anadia hobarti
- Soort Anadia marmorata
- Soort Anadia ocellata
- Soort Anadia pamplonensis
- Soort Anadia pariaensis
- Soort Anadia petersi
- Soort Anadia pulchella
- Soort Anadia rhombifera
- Soort Anadia steyeri
- Soort Anadia vittata
- Soort Andinosaura afrania
- Soort Andinosaura aurea
- Soort Andinosaura crypta
- Soort Andinosaura hyposticta
- Soort Andinosaura kiziriani
- Soort Andinosaura laevis
- Soort Andinosaura oculata
- Soort Andinosaura petrorum
- Soort Andinosaura stellae
- Soort Andinosaura vespertina
- Soort Andinosaura vieta
- Soort Anotosaura collaris
- Soort Anotosaura vanzolinia
- Soort Arthrosaura kockii
- Soort Arthrosaura montigena
- Soort Arthrosaura reticulata
- Soort Arthrosaura synaptolepis
- Soort Arthrosaura testigensis
- Soort Arthrosaura tyleri
- Soort Arthrosaura versteegii
- Soort Bachia barbouri
- Soort Bachia bicolor
- Soort Bachia blairi
- Soort Bachia bresslaui
- Soort Bachia cacerensis
- Soort Bachia didactyla
- Soort Bachia dorbignyi
- Soort Bachia flavescens
- Soort Bachia geralista
- Soort Bachia guianensis
- Soort Bachia heteropa
- Soort Bachia huallagana
- Soort Bachia intermedia
- Soort Bachia micromela
- Soort Bachia oxyrhina
- Soort Bachia pallidiceps
- Soort Bachia panoplia
- Soort Bachia peruana
- Soort Bachia psamophila
- Soort Bachia pyburni
- Soort Bachia remota
- Soort Bachia scaea
- Soort Bachia scolecoides
- Soort Bachia talpa
- Soort Bachia trisanale
- Soort Calyptommatus confusionibus
- Soort Calyptommatus leiolepis
- Soort Calyptommatus nicterus
- Soort Calyptommatus sinebrachiatus
- Soort Caparaonia itaiquara
- Soort Cercosaura argulus
- Soort Cercosaura bassleri
- Soort Cercosaura doanae
- Soort Cercosaura eigenmanni
- Soort Cercosaura hypnoides
- Soort Cercosaura manicata
- Soort Cercosaura nigroventris
- Soort Cercosaura ocellata
- Soort Cercosaura oshaughnessyi
- Soort Cercosaura parkeri
- Soort Cercosaura phelpsorum
- Soort Cercosaura quadrilineata
- Soort Cercosaura schreibersii
- Soort Cercosaura steyeri
- Soort Colobodactylus dalcyanus
- Soort Colobodactylus taunayi
- Soort Colobosaura kraepelini
- Soort Colobosaura modesta
- Soort Colobosauroides carvalhoi
- Soort Colobosauroides cearensis
- Soort Dryadosaura nordestina
- Soort Echinosaura brachycephala
- Soort Echinosaura horrida
- Soort Echinosaura keyi
- Soort Echinosaura orcesi
- Soort Echinosaura palmeri
- Soort Echinosaura panamensis
- Soort Echinosaura sulcarostrum
- Soort Ecpleopus gaudichaudii
- Soort Euspondylus acutirostris
- Soort Euspondylus auyanensis
- Soort Euspondylus caideni
- Soort Euspondylus guentheri
- Soort Euspondylus josyi
- Soort Euspondylus maculatus
- Soort Euspondylus monsfumus
- Soort Euspondylus nellycarrillae
- Soort Euspondylus paxcorpus
- Soort Euspondylus simonsii
- Soort Gelanesaurus cochranae
- Soort Gelanesaurus flavogularis
- Soort Gymnophthalmus cryptus
- Soort Gymnophthalmus leucomystax
- Soort Gymnophthalmus lineatus
- Soort Gymnophthalmus marconaterai
- Soort Gymnophthalmus pleei
- Soort Gymnophthalmus speciosus
- Soort Gymnophthalmus underwoodi
- Soort Gymnophthalmus vanzoi
- Soort Heterodactylus imbricatus
- Soort Heterodactylus lundii
- Soort Heterodactylus septentrionalis
- Soort Iphisa elegans
- Soort Kaieteurosaurus hindsi
- Soort Leposoma annectans
- Soort Leposoma baturitensis
- Soort Leposoma nanodactylus
- Soort Leposoma puk
- Soort Leposoma scincoides
- Soort Leposoma sinepollex
- Soort Loxopholis caparensis
- Soort Loxopholis ferreirai
- Soort Loxopholis guianense
- Soort Loxopholis guianensis
- Soort Loxopholis hexalepis
- Soort Loxopholis hoogmoedi
- Soort Loxopholis ioanna
- Soort Loxopholis osvaldoi
- Soort Loxopholis parietalis
- Soort Loxopholis percarinatum
- Soort Loxopholis rugiceps
- Soort Loxopholis snethlageae
- Soort Loxopholis southi
- Soort Macropholidus annectens
- Soort Macropholidus ataktolepis
- Soort Macropholidus huancabambae
- Soort Macropholidus ruthveni
- Soort Marinussaurus curupira
- Soort Micrablepharus atticolus
- Soort Micrablepharus maximiliani
- Soort Neusticurus bicarinatus
- Soort Neusticurus medemi
- Soort Neusticurus racenisi
- Soort Neusticurus rudis
- Soort Neusticurus tatei
- Soort Nothobachia ablephara
- Soort Oreosaurus achlyens
- Soort Oreosaurus luctuosus
- Soort Oreosaurus mcdiarmidi
- Soort Oreosaurus rhodogaster
- Soort Oreosaurus serranus
- Soort Oreosaurus shrevei
- Soort Pantepuisaurus rodriguesi
- Soort Petracola angustisoma
- Soort Petracola labioocularis
- Soort Petracola ventrimaculatus
- Soort Petracola waka
- Soort Pholidobolus affinis
- Soort Pholidobolus anomalus
- Soort Pholidobolus dicrus
- Soort Pholidobolus hillisi
- Soort Pholidobolus macbrydei
- Soort Pholidobolus montium
- Soort Pholidobolus prefrontalis
- Soort Pholidobolus ulisesi
- Soort Pholidobolus vertebralis
- Soort Placosoma cipoense
- Soort Placosoma cordylinum
- Soort Placosoma glabellum
- Soort Placosoma limaverdorum
- Soort Potamites apodemus
- Soort Potamites ecpleopus
- Soort Potamites erythrocularis
- Soort Potamites juruazensis
- Soort Potamites montanicola
- Soort Potamites ocellatus
- Soort Potamites strangulatus
- Soort Procellosaurinus erythrocercus
- Soort Procellosaurinus tetradactylus
- Soort Proctoporus bolivianus
- Soort Proctoporus carabaya
- Soort Proctoporus cephalolineatus
- Soort Proctoporus chasqui
- Soort Proctoporus guentheri
- Soort Proctoporus iridescens
- Soort Proctoporus kiziriani
- Soort Proctoporus lacertus
- Soort Proctoporus laudahnae
- Soort Proctoporus machupicchu
- Soort Proctoporus oreades
- Soort Proctoporus pachyurus
- Soort Proctoporus rahmi
- Soort Proctoporus spinalis
- Soort Proctoporus sucullucu
- Soort Proctoporus unsaacae
- Soort Proctoporus xestus
- Soort Psilops mucugensis
- Soort Psilops paeminosus
- Soort Psilops seductus
- Soort Rhachisaurus brachylepis
- Soort Riama anatoloros
- Soort Riama balneator
- Soort Riama cashcaensis
- Soort Riama colomaromani
- Soort Riama columbiana
- Soort Riama inanis
- Soort Riama labionis
- Soort Riama meleagris
- Soort Riama orcesi
- Soort Riama raneyi
- Soort Riama simotera
- Soort Riama stigmatoral
- Soort Riama striata
- Soort Riama unicolor
- Soort Riama yumborum
- Soort Riolama inopinata
- Soort Riolama leucosticta
- Soort Riolama luridiventris
- Soort Riolama uzzelli
- Soort Rondonops biscutatus
- Soort Rondonops xanthomystax
- Soort Scriptosaura catimbau
- Soort Stenolepis ridleyi
- Soort Tretioscincus agilis
- Soort Tretioscincus bifasciatus
- Soort Tretioscincus oriximinensis
- Soort Vanzosaura multiscutata
- Soort Vanzosaura rubricauda
- Soort Vanzosaura savanicola